# Coppa panamericana femminile di pallavolo 2007
La VI Coppa panamericana femminile di pallavolo si è svolta dal 19 al 30 giugno 2007 a Colima, a Messico. Al torneo hanno partecipato 10 squadre nazionali nordamericane e sudamericane e la vittoria finale è andata per la quarta volta a Cuba, la quale si è qualificata di diritto al World Grand Prix 2008, insieme al Brasile, prima squadra sudamericana classificata e Repubblica Dominicana e Stati Uniti, rispettivamente seconda e terza squadra nordamericana classificata.

## Squadre partecipanti
| - Argentina - Brasile - Canada - Costa Rica - Cuba - Messico | - Perù - Porto Rico - Rep. Dominicana - Stati Uniti - Trinidad e Tobago - Uruguay |

## Gironi
| Girone A                                                                   | Girone B                                    |
| -------------------------------------------------------------------------- | ------------------------------------------- |
| Argentina Costa Rica Messico Rep. Dominicana Stati Uniti Trinidad e Tobago | Brasile Canada Cuba Perù Porto Rico Uruguay |

## Fase finale

### Finali 1º e 3º posto
|  | Quarti          | Quarti          |             |                 | Semifinale  | Semifinale |  |  | Finale | Finale |
|  |                 |                 |             |                 |             |            |  |  |        |        |
|  |                 |                 |             |                 |             |            |  |  |        |        |
|  |                 |                 |             |                 |             |            |  |  |        |        |
|  | Brasile         | 3               |             |                 |             |            |  |  |        |        |
|  | Brasile         | 3               |             |                 |             |            |  |  |        |        |
|  | Argentina       | 2               |             |                 |             |            |  |  |        |        |
|  | Argentina       | 2               | Stati Uniti | 0               |             |            |  |  |        |        |
|  |                 |                 | Stati Uniti | 0               |             |            |  |  |        |        |
|  |                 | Brasile         | 3           |                 |             |            |  |  |        |        |
|  | -               | Brasile         | 3           | -               |             |            |  |  |        |        |
|  | -               |                 |             | -               |             |            |  |  |        |        |
|  | -               | -               |             |                 |             |            |  |  |        |        |
|  | -               | -               | Brasile     | 0               |             |            |  |  |        |        |
|  |                 |                 | Brasile     | 0               |             |            |  |  |        |        |
|  |                 | Cuba            | 3           |                 |             |            |  |  |        |        |
|  | Rep. Dominicana | Cuba            | 3           | 3               |             |            |  |  |        |        |
|  | Rep. Dominicana |                 |             | 3               |             |            |  |  |        |        |
|  | Porto Rico      | 0               |             |                 |             |            |  |  |        |        |
|  | Porto Rico      | 0               | Cuba        | 3               | 3º posto    | 3º posto   |  |  |        |        |
|  |                 |                 | Cuba        | 3               | 3º posto    | 3º posto   |  |  |        |        |
|  |                 | Rep. Dominicana | 0           |                 |             |            |  |  |        |        |
|  | -               | Rep. Dominicana | 0           | -               | Stati Uniti | 1          |  |  |        |        |
|  | -               |                 |             | -               | Stati Uniti | 1          |  |  |        |        |
|  | -               | -               |             | Rep. Dominicana | 3           |            |  |  |        |        |
|  | -               | -               |             |                 | 3           |            |  |  |        |        |
|  |                 |                 |             |                 |             |            |  |  |        |        |
|  |                 |                 |             |                 |             |            |  |  |        |        |

## Podio

### Campione
Formazione: 1 Ruiz, 2 Santos, 3 Carrillo, 4 González, 6 Ramírez, 9 Sánchez, 10 Herrera, 11 Mesa, 12 Calderón, 14 Carcaces, 15 Silié, 18 Barros, CT: Perdomo

### Secondo posto
Formazione: 3 Adachi, 4 Brait, 7 Monteiro, 8 Schmidt, 9 Papini, 10 Daroit, 12 Pereira, 13 Francisco, 14 Maggioni, 15 Silva, 17 Caixeta, 18 Felix, CT: de Moura

### Terzo posto
Formazione: 1 Vargas, 2 Ángeles, 4 Núñez, 5 Castillo, 6 Casó, 7 Mercedes, 8 Del Rosario, 9 Arias, 10 Cabral, 13 Rondón, 15 Rodríguez, 18 de la Cruz, CT: Cruz

## Classifica finale
| Classifica | Squadre           | Qualificazione        |
| ---------- | ----------------- | --------------------- |
|            | Cuba              | World Grand Prix 2008 |
|            | Brasile           | World Grand Prix 2008 |
|            | Rep. Dominicana   | World Grand Prix 2008 |
| 4          | Stati Uniti       | World Grand Prix 2008 |
| 5          | Porto Rico        |                       |
| 6          | Argentina         |                       |
| 7          | Perù              |                       |
| 8          | Costa Rica        |                       |
| 9          | Canada            |                       |
| 10         | Messico           |                       |
| 11         | Uruguay           |                       |
| 12         | Trinidad e Tobago |                       |